# Вилхелм фон Ауершперг
Вилхелм I Игнациус Кайетанус Фиделис Романус Лауренциус Йозефус фон Ауершперг (на немски: Wilhelm I 6.Fürst von Auersperg; Wilhelmus Ignatius Cajetanus Fidelis Romanus Laurentius Josephus Fürst von Auersperg Herzog von Gottschee) е 6. княз на Ауершперг и херцог на Готшее (Kočevje), покняжен граф на Тенген и на Велс.

## Биография
Роден е на 9 август 1749 година във Виена, Хабсбурска монархия. Той е втори син на 5. княз Карл Йозеф Антон фон Ауершперг (1720 – 1800) и графиня Мария Йозефа фон Траутзон-Фалкенщайн (1724 – 1792), наследничка на нейната фамилия, дъщеря на княз Йохан Вилхелм фон Траутзон граф фон Фалкенщайн (1700 – 1775) и графиня Мария Йозефа Унгнад фон Вайсенволф (1703 – 1730). Брат е на княз Карл фон Ауершперг-Траутсон (1750 – 1822) и на граф Винценц фон Ауершперг (1763 – 1833).
През неговото време са Наполеоновите войни (1803 – 1815). Той получава през 1811 г. графството Тенген и Неленбург от великия херцог на Баден.
Вилхелм фон Ауершперг умира на 16 март 1822 г. в замък Йоденбург в Прага. Погребан е във Влашим (Wlaschim), Бохемия.

## Фамилия
Вилхелм фон Ауершперг се жени на 1 февруари 1776 г. в Докси (дворец Хиршберг), Бохемия, за графиня Леополдина фон Валдщайн, господарка на Вартенберг (* 7 август 1761; † 30 ноември 1846), дъщеря на граф Ян Винценц Ферериус фон Валдщайн, господар на Вартенберг (1731 – 1797) и Зофия зе Щернберка (1738 – 1803). Те имат седем деца:
- Мария Йозефа (* 15 януари 1777; † 13 юли 1811), омъжена на 15 февруари 1810 г. за Йохан Гьотен
- Хенриета (* 22 юни 1778; † 6 май 1787)
- Мария София Регина (* 7 септември 1780; † 7 декември 1865), омъжена на 6 октомври 1802 г. за граф Йозеф Чотек (* 19 март 1776; † 6 юли 1809)
- Карл Вилхелм II Филип Виктор фон Ауершперг-Готшее (* 5 октомври 1782, Прага; † 25 януари 1827, Власим (Влашим), Бохемия), 7. княз на Ауершперг, херцог на Готшее, др., женен I. на 2 май 1804 г. в Тахов (Тахау), Бохемия за графиня Аделхайд цу Виндиш-Гретц (* 4 декември 1788; † 8 октомври 1806), II. в Прага на 15 февруари 1810 г. за Фридерика фон Ленте (* 13 февруари 1791, Целе; † 3 ноември 1860, Прага)
- Карл (* 17 август 1783; † 18 декември 1847), женен на 15 февруари 1810 г. за Августа фон Ленте (* 12 януари 1790, Целе; † 19 май 1873)
- Мария Терезия (* 7 avgust 1784; † 1819)
- Винценц Непомук Колумбан (* 9 юни 1790, Прага; † 16 февруари 1812, Виена), женен в Роуднице над Лабем (Рауднитц), Бохемия на 23 септември 1811 г. за принцеса Мари-Габриеле фон Лобковиц (* 19 юли 1793, Виена; † 11 май 1863, Виена); техните синове имат титлата „Княз/Фюрст фон Ауершперг“ с декрет на 21 декември 1791 г.; баща на княз Винценц Карл фон Ауершперг (1812 – 1867)